# Ophistreptoides gabonensis
Ophistreptoides gabonensis är en mångfotingart som beskrevs av Demange 1971. Ophistreptoides gabonensis ingår i släktet Ophistreptoides och familjen Spirostreptidae. Inga underarter finns listade i Catalogue of Life.